# شيلا جوردن
شيلا جوردن (بالإنجليزية: Sheila Jordan) هي معلمة موسيقى ومغنية أمريكية، ولدت في 18 نوفمبر 1928 في ديترويت في الولايات المتحدة.

## وصلات خارجية
- الموقع الرسمي
- شيلا جوردن على موقع IMDb (الإنجليزية)
- شيلا جوردن على موقع ميوزك برينز (الإنجليزية)
- شيلا جوردن على موقع أول ميوزيك (الإنجليزية)
- شيلا جوردن على موقع ديسكوغز (الإنجليزية)